# ベイピアオサウルス
ベイピアオサウルス（Beipiaosaurus）は前期白亜紀に生息していた獣脚類の恐竜の属。テリジノサウルスに属し、それらの中では古い属のひとつ。
全長は2 - 2.2メートル程でテリジノサウルス類としては小型。化石は羽毛恐竜の発掘が相次いでいる中国の遼寧省で発掘された。前肢に原始的な羽毛と思しき痕跡が認められたことから、生前は体を羽毛に包まれていた可能性がある。前肢の相対的な長さと体のサイズから飛翔は不可能だったと見られ、（少なくとも本種については）羽毛は体温保持の目的が主だったのだろうと推測される。
他種と同様に前肢には長く鋭い爪を持つ3本の指が存在した。テリジノサウルス類は後肢の機能指4本が全て接地するのが特徴のひとつだが、ベイピアオサウルスの後肢の機能指は3本のみが接地し、残る1本の指は他系統の獣脚類のように小さなままだった。
学名は中国の地名「北票」（ベイピャウ）に因む命名。